# ایساک آلبنیس
ایساک آلبنیس (به اسپانیایی: Isaac Manuel Francisco Albéniz y Pascual) آهنگساز و نوازندهٔ پیانو اهل کاتالونیای اسپانیا بود. او نمادی از تولد دوبارهٔ موسیقی اسپانیا در آغاز قرن بیستم میلادی در اروپا به‌شمار می‌رود.

## زندگی
در ۲۹ مه ۱۸۶۰ در کامپردن به دنیا آمد. خواهر بزرگترش وقتی آیزاک ۳ ساله بود آموزش موسیقی را به او آغاز کرد. آیزاک به واسطه تیزهوش بودن توانست در ۴ سالگی برای اولین بار موسیقی اجرا کند. هفت ساله بود که توانست در آزمون ورودی هنرستان موسیقی پاریس موفق شود ولی به خاطر سن کم نتوانست مجوز تحصیل در هنرستان را پیدا کند. نوجوان بود که جهانگردی را آغاز کرد و از آمریکای جنوبی تا آمریکای شمالی سفر کرد و هر جا که می‌توانست کنسرتی برگزار می‌کرد.
در سال ۱۸۸۰ به پراگ، وین و بوداپست سفر کرد. دوران اوج فعالیت حرفه‌ای او بین سال‌های ۱۸۸۹ تا ۱۸۹۲ بود، این در این سال‌ها سرتاسر اروپا کنسرت برگزار کرد و با استقبال بسیار روبرو شد.

آیزاک در سال ۱۸۸۳ با یکی از شاگردانش به نام روزینا یوردانا ازدواج کرد و دارای ۳ فرزند شد.
آیزاک آلبنیس در ۱۸ مه ۱۹۰۹ در کمبلوله‌بَن در فرانسه درگذشت و در بارسلون به خاک سپرده شد.

او به‌ویژه بخاطر آثارش برای پیانو که الهام گرفته از موسیقی محلی اسپانیا است شهرت دارد. همچنین چندین اثر او به خوبی برای گیتار تنظیم شده که یکی از آنها آستریاس می‌باشد. تنظیم این قطعه برای گیتار توسط فرانسیسکو تارگا صورت پذیرفته‌است.

## برخی از آثار
- آستریاس
- ایبریا
- چند اپرا
- سوییت اسپانیول
- سوییت اسپانیول (۲)
- ۲ کنسرتو پیانو
- پوئم سمفونیک «کاتالونیا»

## فیلم
فیلمی در مورد زندگی ایزاک با عنوان آلبنیس در سال ۱۹۴۷ ساخته شد. این فیلم در آرژانتین تهیه شده است.